# Parcoul

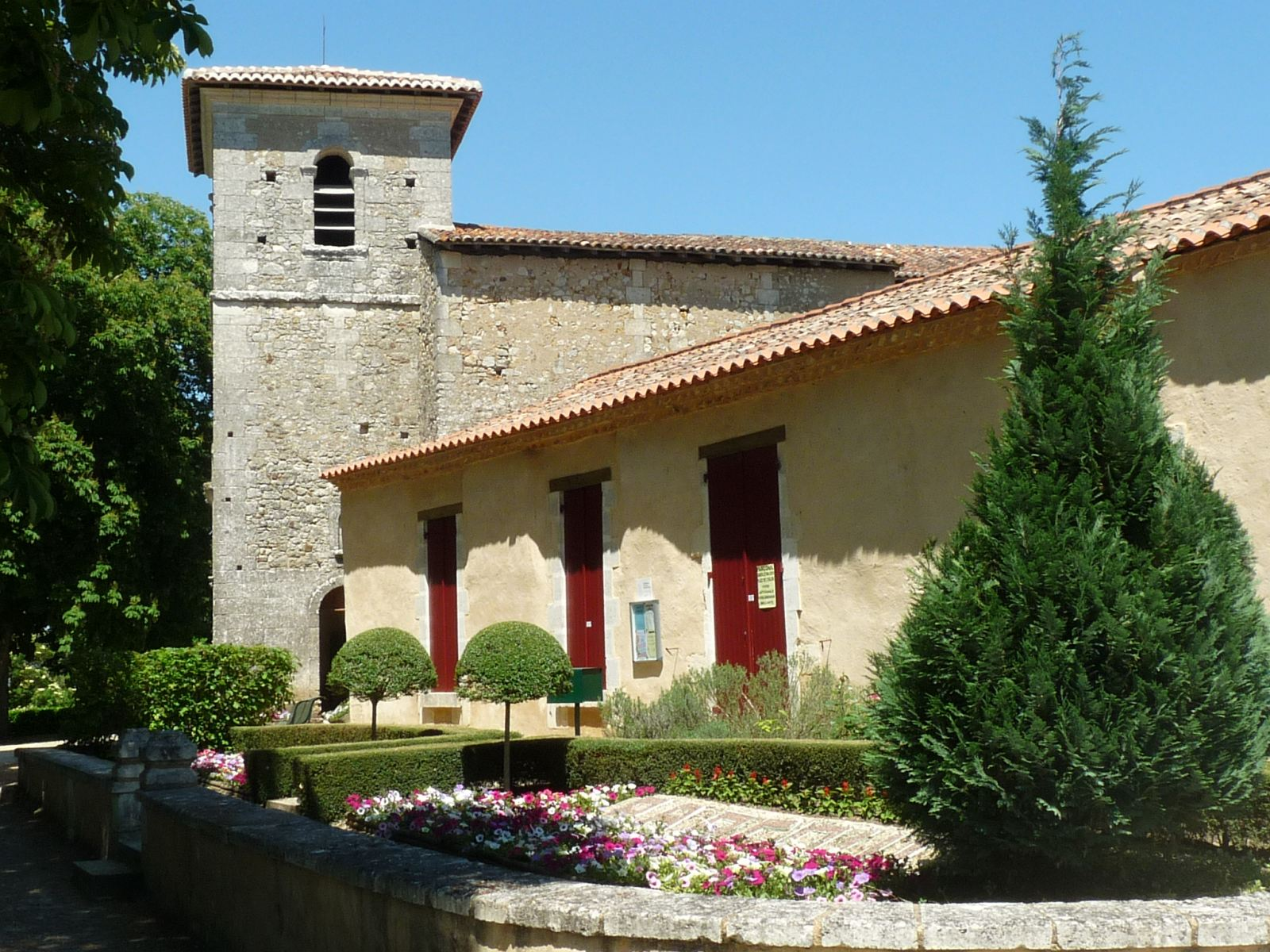
Kirche Saint-Martin in Parcoul

Parcoul ist eine Ortschaft und eine ehemalige französische Gemeinde mit 439 Einwohnern (Stand: 1. Januar 2022) im Département Dordogne in der Region Nouvelle-Aquitaine. Sie gehörte zum Arrondissement Périgueux und zum Kanton Montpon-Ménestérol.
Mit Wirkung vom 1. Januar 2016 wurden die früheren Gemeinden Parcoul und Chenaud zu einer Commune nouvelle namens Parcoul-Chenaud zusammengelegt. Die ehemaligen Gemeinden verfügen in der neuen Gemeinde über den Status einer Commune déléguée. Der Verwaltungssitz befindet sich im Ort Parcoul.

## Lage
Nachbarorte sind Médillac im Nordwesten, Bazac im Norden, Chenaud im Nordosten, Saint Aulaye-Puymangou im Osten, La Roche-Chalais im Süden und Saint-Aigulin im Westen.

## Bevölkerungsentwicklung
| Jahr      | 1962 | 1968 | 1975 | 1982 | 1990 | 1999 | 2008 | 2015 |
| --------- | ---- | ---- | ---- | ---- | ---- | ---- | ---- | ---- |
| Einwohner | 474  | 432  | 421  | 377  | 363  | 411  | 359  | 422  |

## Sehenswürdigkeiten
- Kirche Saint-Martin, seit 1979 als Monument historique ausgewiesen